# NGC 3015
NGC 3015 é uma galáxia lenticular (S0) localizada na direcção da constelação de Sextans. Possui uma declinação de +01° 08' 43" e uma ascensão recta de 9 horas, 49 minutos e 22,9 segundos.
A galáxia NGC 3015 foi descoberta em 23 de Abril de 1864 por Albert Marth.